# Summer Sucks
Summer Sucks is de 21ste aflevering van Comedy Centrals animatieserie South Park. Ze was voor het eerst te zien op 24 juni 1998.

## Verhaal
In deze aflevering is het zomervakantie. Voor de kinderen in South Park wil dat niet gelijk zeggen dat het feest is, want in South Park is niet zo veel te doen. Omdat alle sneeuw gesmolten is, kan er niet gesleed worden en kunnen er geen sneeuwpoppen worden gemaakt. En wanneer de staatsregering bekendmaakt dat er ook geen vuurwerk mag worden afgestoken omdat een kind zijn hand erdoor is verloren, is er niets meer te doen, omdat vuurwerk afsteken hun voornaamste bezigheid is. Wanneer ze dit horen, gaan Jimbo en Ned de grens over naar Mexico om daar vuurwerk te kopen. De burgemeester ontdekt dan dat "snakes" niet illegaal zijn en besluit dan om de grootste ooit te laten maken voor het komende Fourth of July-feest. Wanneer hij afgestoken wordt, wordt de as zo hoog en groot, dat het de hele staat Colorado bedelft en iedereen in brand steekt die op zijn pad komt.
Ondertussen is Mr. Garrison helemaal in paniek omdat hij Mr. Hat kwijt is. Hij gaat dan naar een psychiater om te praten. Deze zegt dan dat Mr. Garrison homo is en dat Mr. Hat (die volgens Mr. Garrison constant homoseksuele fantasieën heeft) zijn homoseksuele kant is. Mr. Garrison weet honderd procent zeker dat hij geen homo is, dan komt de gigantische snake door het raam en verbrandt de psychiater. Cartman neemt op dat moment zwemlessen maar, hij is helemaal kwaad over het feit dat de kleuters steeds in het zwemwater plassen. Jimbo en Ned worden dan aangehouden door de grenswachters maar, ook dankzij de slang, kunnen ze ontkomen en rijden ze terug naar South Park met het illegale vuurwerk.
De jongens krijgen dan eindelijk hun vuurwerk en steken het af. Doordat de vuurpijl in de snake komt ontploft deze. Door deze explosie sneeuwt het as zodat de kinderen hun normale winteractiviteiten ook kunnen doen met de zwarte as. Mr. Garrison onthult dan zijn nieuwe maatje "Mr. Twig" (Meneer Tak) die Mr. Hat moet vervangen.
Op het eind komt Chef weer terug van zijn vakantie op Aruba. Hij ziet dan dat iedereen een zwart gezicht heeft van de as en denkt dat ze het allemaal racistisch bedoelen. Hij bereidt zich dan voor om iedereen in elkaar te slaan.

## Kenny's dood
- Tijdens de flashback waarin de jongens weer kleine kleuters zijn, steekt Kenny een rotje af waarbij hij uit elkaar valt. Babyratten komen hem dan opeten. Omdat de kinderen jonger zijn zegt Stan: "My Gosh Kill Kenny!", waarop Kyle zegt: "Ooh Bastards!"
- De gigantische snake probeert hem te vermoorden maar, Kenny kan nog net wegspringen. Maar wanneer hij weer veilig is, storten de tribunes op hem neer.

## Trivia
- In de klas hangt een 'gezocht'-poster van Kevin, als de sneeuw smelt blijkt hij onder een berg sneeuw te liggen.
- Een van de vrouwen op Aruba met Chef lijkt veel op zijn verloofde uit The Succubus.
- Dit is de eerste aflevering met Mr. Twig, Mr. Hat keert pas terug in Chef Aid.
- De achtergrond die tijdens de hele aflevering groen is in plaats van sneeuw is, nadat de snake aangestoken is toch nog even besneeuwd.
- Tijdens de zwembadscène is er een visitor (alien) te zien.